# Condado de Fleming
O Condado de Fleming é um dos 120 condados do estado americano de Kentucky. A sede do condado é Flemingsburg, e sua maior cidade é Flemingsburg. O condado possui uma área de 910 km² (dos quais 2 km² estão cobertos por água), uma população de 13 792 habitantes, e uma densidade populacional de 15 hab/km² (segundo o censo nacional de 2000). O condado foi fundado em 1800. O condado proíbe a venda de bebidas alcoólicas.